# 宇喜多秀種
宇喜多 秀種（うきた ひでたね）は、江戸時代後期の人物。浮田継朔の次男。

## 生涯
文政11年（1828年）、八丈島に配流された大名・宇喜多氏の分家・浮田半六家に生まれる。
天保15年（1844年）、秀邑の死去を受け、急遽、宇喜多嫡家（孫九郎家）に養子となり家督を継ぐ。
後に、孫九郎家の家督を秀監（秀邑の弟）に譲り、自らは実家に戻り半六家の家督を継ぐ。
慶応3年（1867年）、宇喜多秀親が宗福寺に奉納した宇喜多秀親の木像を、宗福寺より返還を受ける（孫九郎家は受け取りを辞退したため）。
明治元年（1868年）、明治政府の恩赦により宇喜多一族は赦免され、明治3年（1870年）8月11日、宇喜多7家と村田家1家、計71名で八丈島を出帆する。
東京での生活は、前田氏が板橋の前田家下屋敷に長屋を建て、衣食住の全面的な取り計らいを受ける。
明治6年（1873年）、明治天皇より板橋に19900坪の宅地を下賜され、さらに前田家から金1000両を贈与を受け、宇喜多7家・村田家で分配し農業をもって自立する。
その後、浮田半六家は土地を売り払い、伊豆大島の泉津村に移住する。